# Gary Avis
Gary Avis (Ipswich, 9 aprile 1969) è un ballerino e maestro di balletto britannico.

## Biografia
Nato ad Ipswich, Gary Avis si è avvicinato alla danza all'età di dodici anni. Dopo gli studi al Bird College e alla Royal Ballet School, nel 1989 è stato scritturato dal Royal Ballet, che sei anni dopo lo ha promosso al rango di solista. Dal 1999 al 2001 è stato tra i fondatori di K-Ballet in Giappone con Tetsuya Kumakawa, Michael Nunn e William Trevitt. Successivamente, è ritornato in Gran Bretagna per danzare come primo solista all'English National Ballet dal 2002 al 2004. Nel 2004 è tornato a danzare al Covet Garden in qualità di primo solista e l'anno successivo è stato proclamato primo ballerino caratterista della compagnia.
Ha danzato in un vasto repertorio con il Royal Ballet, facendosi apprezzare in particolare come interprete dell'opera di Kenneth MacMillan. Ha infatti danzato in molti ruoli creati dal coreografo scozzese, tra cui il barone Philip e il colonnello Middleton in Mayerling, Monsieru GM in Manon, Nicola II in Anastasia, il re del sud ne Il principe delle pagode e i ruoli di Escalo, Fra Lorenzo, Lord Capuleti, Paride e un apprezzatissimo Tebaldo in Romeo e Giulietta.
Inoltre, ha danzato in molti ruoli dal repertorio classico, tra cui il lupo e il principe russo ne La bella addormentata, Von Rothbar ne Il lago dei cigni, il bramino ne La Bayadère e Wilfred e Hilarion in Giselle. Tra i suoi ruoli del repertorio moderno vi sono anche Demetrio in The Dream, Rakitin in A Month in the Country, Virgilio nella prima assoluta di The Dante Project, Bryaxin in Dafni e Cloe, Gremin in Onegin, il moro in Petruška e Kostcheï ne L'uccello di fuoco. Inoltre, è stato il primo interprete di coreografie originali di Christopher Wheeldon, Wayne McGregor e Twyla Tharp. Particolarmente apprezzata è stata la sua interpretazione nel ruolo di Drosselmeyer ne Lo schiaccianoci, per cui l'Evening Standard lo ha definito uno dei più grandi ballerini e attori della sua generazione.
Dal 2007 ha affiancato all'attività sulle scene quella di insegnante. Dal 2007 al 2009 è stato assistente maestro di balletto del Royal Ballet, per poi essere promosso a maître de ballet nella stagione 2009/2010 e infine Senior Ballet Master nel 2019. In questa veste si è occupato non solo di preparare i ballerini principali per i maggiori ruoli del repertorio, ma anche ricreare le coreografie originali per le nuove messe in scena. 
È dichiaratamente omosessuale e impegnato in un'unione civile con Tim Holder.